# Coach (zespół muzyczny)
Coach – polski zespół country założony w 1985 roku w Krakowie. Wkrótce debiutował koncertem w Piwnicy pod Baranami. Zespół cechuje duży profesjonalizm twórczy i wykonawczy, co stawia go w czołówce polskich zespołów country. Na jego repertuar składają się standardy muzyki country oraz własne kompozycje wokalno-instrumentalne utrzymane w stylu country rock, pop i western swing.
Grupa występowała na wszystkich ważniejszych imprezach country w kraju, m.in. na Pikniku Country w Mrągowie, Trucker Country w Krakowie, Country w Bieszczadach w Lesku, Konwoju Country w Ostrołęce i CROCK-u w Ustrzykach Dolnych. Często koncertowała za granicą, m.in. w Austrii, Czechach, Niemczech, Szwecji, Szwajcarii, na Litwie, Łotwie i we Włoszech. Można ją było zobaczyć i usłyszeć w kilku programach TV, takich jak: Scena Country (TVP Polonia) i Country Bar (TV Katowice). W 1998 została uznana Zespołem Roku w plebiscytach magazynów Dyliżans i Country Cousins.

## Dyskografia

### Albumy
- Coach ’90 (MC Demo)
- Coach '97 (MC Demo)
- Western Swing &… (CD/MC, Gran Kraków, 1999)
- Magnum op. 2 (CD, BBZ, 2002)

### Składanki
- Euro Country Music Masters '90 (MC, K-Tel International, 1990)
- Countrowcy Powodzianom – Olsztyn '97 (MC, The Warsaw Voice, 1997)
- Polskie Trucker Country vol. 4 (MC, BBZ, 1997)
- Polskie Trucker Country '98 (MC, BBZ, 1998)
- Scena Country vol. 1 (CD, Pro Dance, 1998)
- Złote Przeboje Sceny Country vol. 1 (CD, Tic-Tac, 1998)
- Road Music Collection vol. 2 (CD, Laboratorium Conoco Poland, 1999)
- Polskie Trucker Country vol. 5 (MC, BBZ, 1999)
- Wielkopolski Country Piknik – Zaniemyśl '99 (MC, STD, 1999)
- Scena Country vol. 1-3 (CD, Selles, 1999)
- Country Lesko 2000 (MC, BDK, 2000)
- Na dobrą drogę 1 (MC, BBZ, 2000)
- Na dobrą drogę 2 (MC, BBZ, 2001)
- Na dobrą drogę 3 (MC, BBZ, 2002)
- Greetings for Madisonville (CD, STK, 2002)
- Na dobrą drogę 4 (MC, BBZ, 2003)
- Na dobrą drogę 5 (MC, BBZ, 2003)
- Na dobrą drogę (CD, BBZ, 2004)
- Polskie Country cz. 1 (CD, MTJ, 2007)
- Polskie Country cz. 2 (CD, MTJ, 2007)
- Polskie Country cz. 3 (CD, MTJ, 2007)

## Nagrody
- Dwukrotny tytuł Zespołu Roku w plebiscycie Dyliżanse oraz Country Cousins.
- Tytuł Tekściarza Roku w plebiscycie NCO Giganci Country 1999 dla Krisa Cedro.
- Najlepsze wykonanie standardu Tennessee Waltz - II Polska Gala Country w 2001 roku.

## Osiągnięcia
- Zwycięstwa w plebiscytach tygodnika Dyliżans oraz periodyka Nowy Country Osobowy.
- Widowisko pt. Gorączka Sobotniej Nocy, czyli Płonąca Granica stworzone wspólnie z zespołem tanecznym Strefa Country, przedstawione na Pikniku Country w Mrągowie w 1999 r.
- Nagranie ścieżki dźwiękowej do filmu pt. Latające machiny kontra Pan Samochodzik.